# 横根町 (大府市)
横根町（よこねまち）は、愛知県大府市の地名。

## 地理
大府市北東部に位置する。

### 河川
- 境川

### 池沼
- 増田池
- 平戸池

### 字一覧
- 池下（いけした）[WEB 6]
- 石亀戸（いしかめど）[WEB 6]
- 石丸（いしまる）[WEB 6]
- 茨狭間（いばらはざま）[WEB 6]
- 後田（うしろだ）[WEB 6]
- 午池（うまいけ）[WEB 6]
- 大猿尾（おおざるお）[WEB 6]
- 折戸（おりど）[WEB 6]
- 狐山（きつねやま）[WEB 6]
- 新江（しんえ）[WEB 6]
- 砂原（すはら）[WEB 6]
- 惣作（そうさく）[WEB 6]
- 寺下（てらした）[WEB 6]
- 寺田（てらだ）[WEB 6]
- 酉新田（とりしんでん）[WEB 6]
- 中村（なかむら）[WEB 6]
- 名高（なこう）[WEB 6]
- 名高山（なこうやま）[WEB 6]
- 子新田（ねしんでん）[WEB 6]
- 羽根山（はねやま）[WEB 6]
- 浜田（はまだ）[WEB 6]
- 林新田（はやししんでん）[WEB 6]
- 膝折（ひざおり）[WEB 6]
- 平子（ひらこ）[WEB 6]
- 平地（ひらち）[WEB 6]
- 古井戸（ふるいど）[WEB 6]
- 坊主山（ぼうずやま）[WEB 6]
- 前田（まえだ）[WEB 6]
- 箕手（みのて）[WEB 6]
- 家下（やした）[WEB 6]
- 山ノ井（やまのい）[WEB 6]
- 山ノ後（やまのうしろ）[WEB 6]

## 歴史

### 人口の変遷
国勢調査による人口および世帯数の推移。
| 1995年（平成7年）  | 2481世帯 6893人 |  |
| 2000年（平成12年） | 2455世帯 6975人 |  |
| 2005年（平成17年） | 2765世帯 7427人 |  |
| 2010年（平成22年） | 2983世帯 7812人 |  |
| 2015年（平成27年） | 3000世帯 7789人 |  |
| 2020年（令和2年）  | 3069世帯 7848人 |  |

## 交通
- 国道366号
- 国道155号
- 愛知県道57号
- 愛知県道253号
- 東海道新幹線

## 施設
- 名古屋製酪大府工場
- 大府市民球場
- グリーンフィールド名高山
- ゴルフ倶楽部大樹 大府
- 至学館大学
- 愛知県立大府東高等学校
- 普門寺
- 薬師寺
- 藤井神社
- 中京テレビハウジング大府
- 羽根山公園
- 横根多目的グラウンド
- メディアス体育館おおぶ
- マックスバリュ大府横根店

### WEB
1. ↑  “愛知県大府市の町丁・字一覧”.   人口統計ラボ. 2024年2月15日閲覧。
2. 1 2  総務省統計局 (2022年2月10日). “令和2年国勢調査の調査結果(e-Stat) - 男女別人口，外国人人口及び世帯数－町丁・字等” (CSV). 2023年8月2日閲覧。
3. ↑  “愛知県大府市の郵便番号一覧”.   日本郵便. 2024年2月15日閲覧。
4. ↑  “市外局番の一覧” (PDF).   総務省 (2022年3月1日). 2022年3月22日閲覧。
5. ↑  “ナンバープレートについて”.   一般社団法人愛知県自動車会議所. 2024年1月21日閲覧。
6. 1 2 3 4 5 6 7 8 9 10 11 12 13 14 15 16 17 18 19 20 21 22 23 24 25 26 27 28 29 30 31 32  “愛知県大府市横根町の住所一覧”.   ゼンリン. 2024年6月28日閲覧。
7. ↑  総務省統計局 (2014年3月28日). “平成7年国勢調査の調査結果(e-Stat) - 男女別人口及び世帯数 －町丁・字等” (CSV). 2021年7月20日閲覧。
8. ↑  総務省統計局 (2014年5月30日). “平成12年国勢調査の調査結果(e-Stat) - 男女別人口及び世帯数 －町丁・字等” (CSV). 2021年7月20日閲覧。
9. ↑  総務省統計局 (2014年6月27日). “平成17年国勢調査の調査結果(e-Stat) - 男女別人口及び世帯数 －町丁・字等” (CSV). 2021年7月21日閲覧。
10. ↑  総務省統計局 (2012年1月20日). “平成22年国勢調査の調査結果(e-Stat) - 男女別人口及び世帯数 －町丁・字等” (CSV). 2021年7月21日閲覧。
11. ↑  総務省統計局 (2017年1月27日). “平成27年国勢調査の調査結果(e-Stat) - 男女別人口及び世帯数 －町丁・字等” (CSV). 2021年7月21日閲覧。

### 書籍
1. ↑  「角川日本地名大辞典」編纂委員会 1989, p. 1618.